# Diecéze kišiněvská
Diecéze kišiněvská (latinsky Dioecesis Chisinauensis) je římskokatolická diecéze, která pokrývá celé území Moldavska, se sídlem v Kišiněvě, kde se nachází katedrála Prozřetelnosti Boží.

## Historie
Po první světové válce papež Benedikt XV. roku 1921 oddělil latinské katolické farnosti v Besarábii (tehdy připojené k Rumunsku) od diecéze tiraspolské a podřídil je diecézi jasské. Tyto farnosti po připojení besarabského území k Sovětskému svazu na sklonku druhé světové války byly podřízeny arcidiecézi rižské. V roce 1993, po obdržení nezávislosti Moldavska, byla zřízena apoštolská administratura moldavská, která byla roku 2001 povýšena na diecézi. Prvním apoštolským administrátorem i biskupem kišiněvským byl Mons. Anton Coșa, dosud ve funkci.